# Skalkramare
Skalkramare (Ascidia conchilega) är en sjöpungsart som beskrevs av Otto Friedrich Müller 1776. Skalkramare ingår i släktet Ascidia och familjen Ascidiidae. Arten är reproducerande i Sverige. Inga underarter finns listade i Catalogue of Life.